# Sauternes (Schiff)
Die Sauternes war ein britisches Dampfschiff, das 1922 gebaut wurde und am 7. Dezember 1941 um etwa 15:30 Uhr bei den Färöern sank.
Auf den Färöern wird sie „Jólaskipið“, das „Weihnachtsschiff“, genannt. Das ursprünglich französische Schiff war nach dem Ort Sauternes benannt.
An Bord der Sauternes befanden sich 25 Personen: 19 Besatzungsmitglieder, fünf Soldaten und ein Passagier. Sie alle fanden den Tod, als das Schiff zwischen Fugloy und Svínoy in einem Sturm in Seenot geriet. Das Schiff kam aus Schottland, um die britische Garnison der Färöer im Zweiten Weltkrieg unter anderem mit Weihnachtsgeschenken zu versorgen. An Bord befand sich auch ein Geldschatz von 22.500 dänischen Kronen für den Zahlungsverkehr der Färöer, die aufgrund des Krieges in England geprägt wurden.
Offenbar geht das Unglück auf menschliches Versagen zurück, denn als der Kapitän W. Smith am 6. Dezember dem britischen Hauptquartier in Tórshavn meldete, dass sie sich im Sturm im Fugloyarfjørður (dem Fjord zwischen Fugloy und Svínoy) befänden, dachte man dort, die Rede sei vom sicheren Hafen Fuglafjørður weiter westlich auf der Insel Eysturoy. So bekam die Sauternes die Order, dort zu ankern, wo sie sei. Zu spät wurden die Anker gelichtet, um das Schicksal abzuwenden, an die Kliffs von Svínoy gedrückt zu werden. Die Inselbevölkerung sah hilflos zu, und auch zwei ausgebrachte Rettungsboote konnten bei den Wetterverhältnissen nicht mehr zu dem Schiff gelangen.
Die sechs gefundenen Leichname wurden in Klaksvík bestattet. Dies waren:
- George Albert Perris, 34 Jahre, Kapitän des Royal Army Service Corps
- Richard Smith, etwa 35 Jahre
- John Daniel McNicol, 21 Jahre
- Robert Ross, etwa 25 Jahre
- Peter McKenzie Cormack, 21 Jahre
- unbekannter Mann, etwa 35 Jahre

Der anderen Männer der Besatzung wird auf einer Gedenktafel in London gedacht: Kapitän William Smith, James Currie Carruthers, Donald Chapman, Donald Fraser, John Fanning Grossart, Sydney Horn, Hugh Tanser Jarvis, Henry William John Koven, Michael McCarthy, Tokuzo Mitsuda, Hugh Morrice, Robert Brown Palmer, Kenneth Lavery Rider, Alexander Ross, John Russell, Alexander Scobbie, James Wilson.
Etwa zeitgleich zu diesem Unglück fand auf der anderen Seite des Erdballs der Angriff auf Pearl Harbor statt. Das Schicksal des „Weihnachtsschiffs“ hat die Färinger immer bewegt und ab dem Jahr 2000 wurde das Wrack in mehreren Tauchgängen besucht, wobei viele Gegenstände geborgen wurden. Es war das bis dahin größte Tauchunternehmen in der Geschichte der Färöer.